# Эден
Эден (фр. Hesdin) — коммуна во Франции, регион О-де-Франс, департамент Па-де-Кале, округ Монтрёй-сюр-Мер, кантон Оси-ле-Шато. Расположена в 54 км к западу от Арраса и в 76 км к югу от Кале, на берегу реки Канш.
Население (2018) — 2 219 человек.

## История
Эден в средние века входил в состав владений графов Фландрских. В 1180 году граф Филипп Фландрский выделил земли Артуа в качестве приданого своей племяннице Изабелле де Эно, вышедшей замуж за короля Филиппа II. Фактический переход состоялся в 1191 году, когда Эден стал частью новообразованного графства Артуа, доставшемуся сыну Филиппа II и Изабеллы Людовику. Впоследствии Эден вошел в состав Бургундии и вместе с ней стал принадлежать Испании. Он сохранял статус города-крепости до 1553 года, когда по приказу императора Карла V крепость была снесена и заложен новый город, в 6 километрах от прежнего, на берегу Канша.
В 1639 году французская армия под командованием Людовика XIII осадила Эден и взяла его штурмом, после чего он стал принадлежать Франции.
Во время Второй мировой войны город был оккупирован Германией. В нем находился вспомогательный лагерь строительной бригады, в котором в основном советские и польские заключенные подвергались рабскому труду. В августе 1944 года, в связи с наступлением союзников, немцы распустили вспомогательный лагерь и депортировали его заключенных. В 1975 году на месте лагеря была установлена мемориальная доска и небольшой музей.
В 2014 году Эден избрал мэром 22-летнего студента юридического факультета Стефана Сечковски-Самье. Сечковски-Самье стал самым молодым мэром Франции и получил прозвище «Пти Сарко» (маленький Саркози) во французской прессе как отсылка к предыдущему президенту Франции Николя Саркози, который принадлежит к той же политической партии.

## Достопримечательности
- Центральная площадь Place d’Armes
- Здание мэрии с беффруа XVI века, реконструированное в XIX веке
- Церковь Нотр-Дам XVII века в стиле кирпичная готика

## Экономика
Структура занятости населения:
- сельское хозяйство — 1,2 %
- промышленность — 7,8 %
- строительство — 1,5 %
- торговля, транспорт и сфера услуг — 46,0 %
- государственные и муниципальные службы — 43,5 %

Уровень безработицы (2017) — 32,4 % (Франция в целом — 13,4 %, департамент Па-де-Кале — 17,2 %).
Среднегодовой доход на 1 человека, евро (2017) — 15 570 (Франция в целом — 21 110, департамент Па-де-Кале — 18 610).

## Демография
Динамика численности населения, чел.

## Администрация
Пост мэра Эдена с 2020 года занимает Матьё Демоншо (Matthieu Demoncheaux). На муниципальных выборах 2020 года возглавляемый им список победил во 2-м туре, получив 77,62 % голосов.
| Период | Период | Фамилия                | Партия                                                  | Примечания                                                         |
| ------ | ------ | ---------------------- | ------------------------------------------------------- | ------------------------------------------------------------------ |
| 2001   | 2005   | Кристиан Пети          | Социалистическая партия                                 | учитель истории и географии, член Генерального совета департамента |
| 2005   | 2014   | Жан-Мари Руссель       | Социалистическая партия                                 | чиновник                                                           |
| 2014   | 2019   | Стефан Зицковски-Самье | Союз за народное движение, Республиканцы, Разные правые | студент юридического факультета                                    |
| 2019   | 2020   | Жерар Лозенгес         | Разные правые                                           | учитель                                                            |
| 2020   |        | Матьё Демоншо          |                                                         |                                                                    |

## Города-побратимы
- Хёсден-Золдер, Бельгия
- Хаверинг, Великобритания
- Брилон, Германия

## Знаменитые уроженцы
- Жакмар де Эден (ок. 1355 — ок. 1414), французский художник-миниатюрист, работавший в стиле интернациональной готики, автор нескольких часословов герцога Беррийского.
- Аббат Прево (1697—1763), один из крупнейших французских писателей XVIII века, автор романа «Манон Леско».
- Шарль Блонден (1824—1897), знаменитый канатоходец
- Анри Ле Фоконье (1881—1946), художник, представитель кубизма

## Галерея

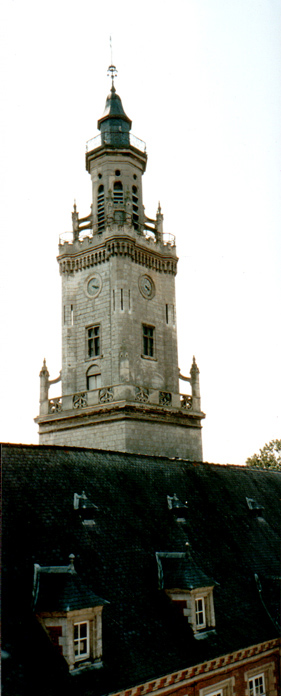
Беффруа
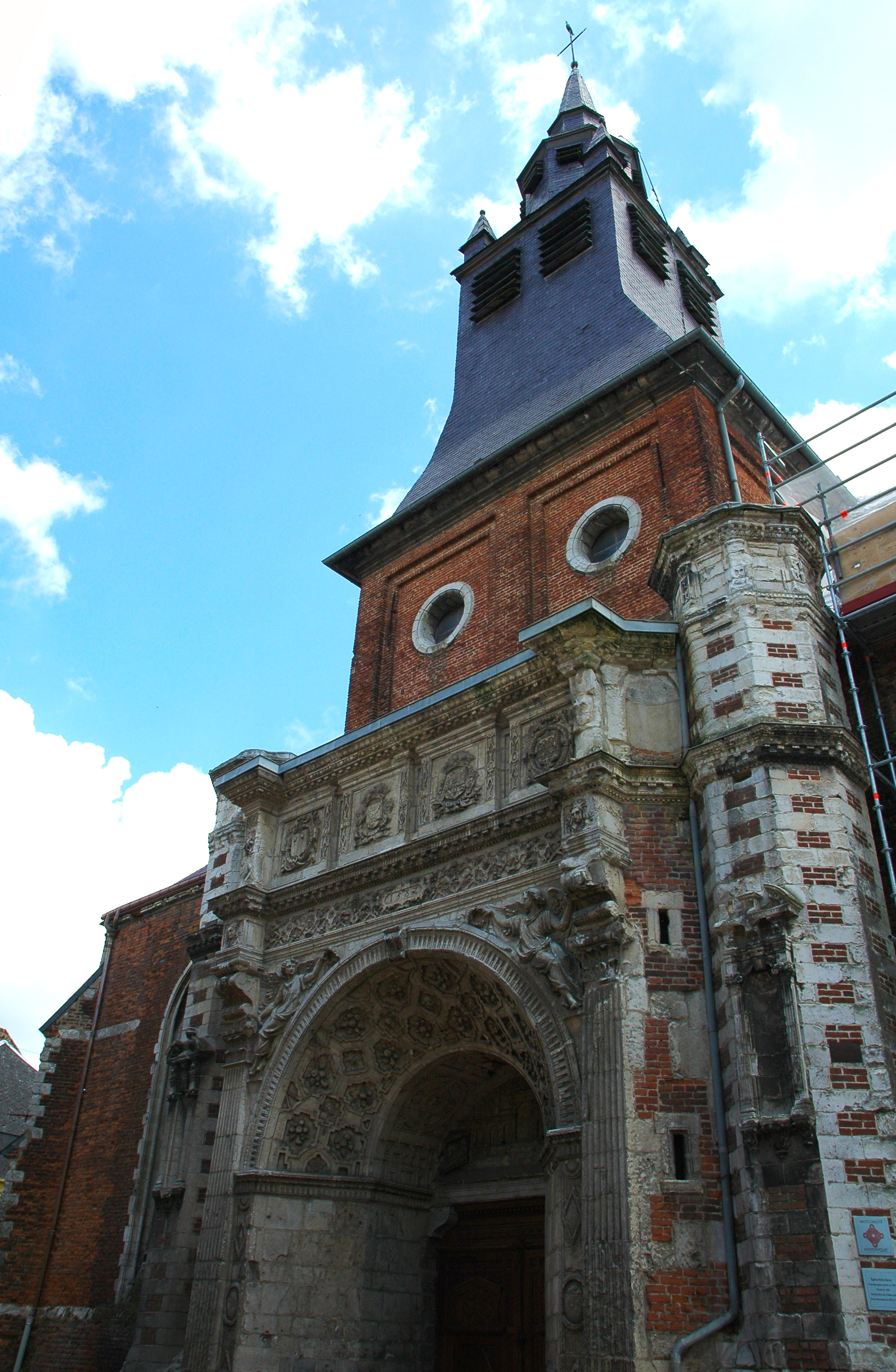
Церковь Нотр-Дам